# Резолюция Совета Безопасности ООН 1248
Резолюция Совета Безопасности ООН 1248 — резолюция, принятая без голосования 25 июня 1999 года, после рассмотрения заявки Республики Кирибати на членство в Организации Объединённых Наций, Совет рекомендовал Генеральной Ассамблеи принять Кирибати, в результате чего общее количество членов Организации Объединенных Наций достигло 186.

## Предыстория
В 1890 году Британия взяла под контроль острова Эллис, состоящие из 9 островов. А 9—16 октября 1892 года британцы провозгласили протекторат Британской империи над островами Гилберта и открыли штаб-квартиру в Тараве четыре года спустя. 26 сентября 1901 года империя аннексировала остров Банаба из-за найденного здесь месторождения фосфатов, которое сразу же начала разрабатывать.
12 января 1916 года острова Эллис были объединены с островами Гилберта, при этом была образована колония Острова Гилберта и Эллис, которая с 12 января 1916 по 2 января 1976 года была частью Британских Западнотихоокеанских территорий. К началу 1925 года Британия узаконила захват островов Гилберта и Эллис посредством принятия специальных законов и согласия местных вождей.
В 1963 году колониальные власти пошли на проведение первых серьёзных реформ в управлении колонией. Были сформированы Исполнительный и Консультативный советы. В последний допустили представителей местного населения, назначенных местным резидент-комиссаром. В 1967 году Исполнительный совет был преобразован в Правительственный совет, а Консультативный совет — в Палату представителей с участием чиновников колониальной администрации и 24 членов, избранных местным населением. В 1971 году колония получила статус самоуправляемой единицы. Во главе её был поставлен губернатор. Вновь созданный Законодательный совет избирался преимущественно местным населением. Депутаты избирали из своего состава представителя, выражавшего их интересы в новом Исполнительном совете.
В 1978 году острова Эллис стали независимыми, в то время как острова Гилберта только 12 июля 1979 года. Приобретя независимость, острова Эллис стали наименоваться Тувалу, а острова Гилберта — Республикой Кирибати.